# Startfieber
Pour plus de détails, voir Fiche technique et Distribution.
Startfieber est un film est-allemand réalisé par Konrad Petzold, sorti en 1986.

## Synopsis
Holger, douze ans, doit à nouveau aller vivre chez ses grands-parents à la montagne pour une période prolongée, car sa mère écrit une thèse de doctorat et ne peut donc pas s'occuper de lui. Il est déjà habitué à cette situation, car son père, officier de l'armée nationale populaire, a été muté à plusieurs reprises et il devait également passer les périodes de transition chez ses grands-parents. C'est pourquoi il connaît aussi Jens et Ralf, qui ont le même âge que lui. Lorsqu'il les observe en train de sauter d'un tremplin de ski, il est persuadé qu'il en est capable et il y parvient sans encombre lors de sa première tentative. Le ski devient alors son nouveau violon d’Ingres.
Cinq ans plus tard, les amis se retrouvent dans une école de sport pour enfants et adolescents et partagent une chambre dans la résidence. Entre-temps, ils se sont qualifiés en tant qu'athlètes de combiné nordique. Ils rivalisent entre eux pour obtenir une place dans l'équipe nationale jeune, mais ils sont tous différents les uns des autres : Holger est un excellent sauteur, mais un mauvais coureur, et c'est l'inverse pour Jens. Ralf, qui a commencé une formation de cuisinier, constate après une chute qu'il ne peut pas surmonter sa peur de sauter et arrête le sport de compétition. La rivalité sportive est encore aggravée par le fait que les garçons sont tombés amoureux de la même fille, Anette, une sportive de course en luge.

## Fiche technique
- Titre original : Startfieber
- Réalisateur : Konrad Petzold
- Scénario : Konrad Petzold
- Photographie : Rolf Sohre (de)
- Montage : Sabine Schmager
- Musique : Zdenek John
- Société de production : Deutsche Film AG
- Pays de production :  Allemagne de l'Est
- Langue de tournage : allemand
- Format : Couleur (ORWO-Color) - 1,66:1 - Son mono - 35 mm
- Genre : Sport d'hiver
- Durée : 95 minutes (1h35)
- Date de sortie :	
  - Allemagne de l'Est : 6 février 1986

## Distribution
- Klaus Manchen (de) : Kurzer
- Peter Hölzel (de) : Père Bergler
- Rudolf Ulrich (de) : Papi Feurich
- Gina Presgott (de) : Mamie Feurich
- Monika Hildebrand : Ursula Feurich